# Eleccions presidencials de Corea del Sud de 1992
El 18 de desembre de 1992 es van celebrar eleccions presidencials a Corea del Sud, les segones eleccions presidencials democràtiques des de la fi del règim autoritari militar en 1987. La participació va ser del 81,9%. En les primeres eleccions presidencials regulars sense candidats militars des de 1960, Kim Young-sam, del partit governant Partit Liberal Democràtic, va guanyar amb el 41% dels vots.
El partit conservador en el poder va guanyar les eleccions i va continuar governant fins a 1997, quan Kim Dae-Jung va guanyar les següents eleccions presidencials.

## Context
El 22 de gener de 1990, dos líders de l'oposició, Kim Young-sam i Kim Jong-pil, van portar als seus partits a fusionar-se amb el partit governant, el Partit de la Justícia Democràtica, i van formar el Partit Liberal Democràtic, dirigit pel president Roh Tae-woo. Abans de fusionar-se, el partit de Roh no tenia majoria en l'Assemblea Nacional. Després de la fusió, tenien una majoria de més de dos terços, la qual cosa els permetia aprovar projectes de llei sense cap obstrucció de l'oposició. Roh no podia presentar-se a la reelecció pel fet que la constitució limitava al president a un únic mandat de cinc anys.
Kim Dae-jung, opositor en les eleccions de 1987 i que va quedar en tercer lloc per darrere de Kim Young-sam i Roh Tae-woo, va tornar a presentar-se en 1992. L'empresari de Hyundai, Chung Ju-yung, també es va presentar a les eleccions.

## Resultats
El candidat presidencial del Partit Liberal Democràtic (actualment Partit de la Nova Corea), de dreta, Kim Young-sam, va guanyar les eleccions presidencials, derrotant al líder del Partit Democràtic de l'oposició, Kim Dae-jung, sent la tercera vegada que perdia unes eleccions presidencials. Kim va anunciar posteriorment la seva retirada de la política.
El partit governant conservador que va guanyar les eleccions va continuar governant fins a 1997, quan Kim Dae-jung va guanyar les següents eleccions presidencials.
| Regió                           | Kim Young-sam | Kim Young-sam | Kim Dae-jung | Kim Dae-jung | Chung Ju-yung | Chung Ju-yung | Park Chan-jong | Park Chan-jong | Baek Gi-wan | Baek Gi-wan | Kim Ok-sun | Kim Ok-sun | Lee Byeong-ho | Lee Byeong-ho |
| Regió                           | Vots          | %             | Vots         | %            | Vots          | %             | Vots           | %              | Vots        | %           | Vots       | %          | Vots          | %             |
| ------------------------------- | ------------- | ------------- | ------------ | ------------ | ------------- | ------------- | -------------- | -------------- | ----------- | ----------- | ---------- | ---------- | ------------- | ------------- |
| Seül                            | 2.167.298     | 36,41         | 2.246.636    | 37,75        | 1.070.629     | 17,99         | 381.535        | 6,41           | 67.784      | 1,14        | 13.098     | 0,22       | 4.797         | 0,08          |
| Busan                           | 1.551.473     | 73,34         | 265.055      | 12,53        | 133.907       | 6,33          | 139.004        | 6,57           | 21.736      | 1,03        | 3.236      | 0,15       | 978           | 0,05          |
| Daegu                           | 690.245       | 59,60         | 90.641       | 7,83         | 224.642       | 19,40         | 136.037        | 11,75          | 12.772      | 1,10        | 2.753      | 0,24       | 1.103         | 0,10          |
| Inchon                          | 397.361       | 37,27         | 338.538      | 31,75        | 228.505       | 21,43         | 84.211         | 7,90           | 12.455      | 1,17        | 3.867      | 0,36       | 1.351         | 0,13          |
| Gwangju                         | 14,504        | 2,13          | 652.337      | 95,85        | 8.085         | 1,19          | 2.827          | 0,42           | 1.565       | 0,23        | 1.149      | 0,17       | 133           | 0,02          |
| Daejeon                         | 202.137       | 35,19         | 165.067      | 28,74        | 133.646       | 23,27         | 64.526         | 11,23          | 5.772       | 1,00        | 2.294      | 0,40       | 961           | 0,17          |
| Gyeonggi-do                     | 1.254.025     | 36,33         | 1.103.498    | 31,97        | 798.356       | 23,13         | 239.140        | 6,93           | 36.392      | 1,05        | 13.685     | 0,40       | 6.299         | 0,18          |
| Gangwon-do                      | 340.528       | 41,51         | 127.265      | 15,52        | 279.610       | 34,09         | 56.199         | 6,85           | 9.599       | 1,17        | 4.007      | 0,49       | 3.047         | 0,37          |
| Chungcheongbuk-do               | 281.678       | 38,26         | 191.743      | 26,05        | 175.767       | 23,88         | 68.900         | 9,36           | 8.671       | 1,18        | 4.568      | 0,62       | 4.844         | 0,66          |
| Chungcheongnam-do               | 351.789       | 36,94         | 271.921      | 28,55        | 240.400       | 25,24         | 64.117         | 6,73           | 10.185      | 1,07        | 9.899      | 1,04       | 4.143         | 0,43          |
| Jeollabuk-do                    | 63,175        | 5,68          | 991.483      | 89,13        | 35.923        | 3,23          | 9.320          | 0,84           | 4.232       | 0,38        | 7.130      | 0,64       | 1.087         | 0,10          |
| Jeollanam-do                    | 53,360        | 4,20          | 1.170.398    | 92,16        | 26.686        | 2,10          | 7.210          | 0,57           | 3.311       | 0,26        | 8.010      | 0,63       | 1.048         | 0,08          |
| Gyeongsangbuk-do                | 991.424       | 64,73         | 147.440      | 9,63         | 240.646       | 15,71         | 124.858        | 8,15           | 17.664      | 1,15        | 6.240      | 0,41       | 3.365         | 0,22          |
| Gyeongsangnam-do                | 1.514.043     | 72,32         | 193.373      | 9,24         | 241.135       | 11,52         | 115.086        | 5,50           | 22.863      | 1,09        | 5.070      | 0,24       | 2.020         | 0,10          |
| Jeju-do                         | 104.292       | 39,98         | 85.889       | 32,92        | 42.130        | 16,15         | 23.077         | 8,85           | 3.647       | 1,40        | 1.286      | 0,49       | 563           | 0,22          |
| Total                           | 9.977.332     | 41,96         | 8.041.284    | 33,82        | 3.880.067     | 16,32         | 1.516.047      | 6,38           | 238,648     | 1,00        | 86.292     | 0,36       | 35.729        | 0,15          |
| Font: Comitè Nacional Electoral |               |               |              |              |               |               |                |                |             |             |            |            |               |               |